# Olympisch kwalificatietoernooi schaatsen Nederland 2010
Het Nederlands kwalificatietoernooi voor het schaatsen op Olympische Spelen 2010, om commerciële redenen ook wel aangeduid als het AEGON Kwalificatie Toernooi werd van 27 t/m 30 december 2009 in Thialf gereden. Op 22 en 25 januari 2010 is een OKT2-selectiewedstrijd gereden voor de 500 meter vrouwen, de 1000 meter vrouwen en de 5000 meter mannen.

## Selectieregels
Volgens de toelatingsregels van het Internationaal Olympisch Comité mochten er maximaal tien mannen en tien vrouwen worden afgevaardigd naar de Spelen. Bij de wereldbekerwedstrijden voorafgaand aan het OKT werden er zeventien startplekken verdiend voor de vrouwen en achttien voor de mannen. Alleen op de 5000 meter vrouwen had Nederland niet het maximale aantal deelnemers. Ook plaatsten beide achtervolgingsteams zich.
Er werd van tevoren een zogeheten 'prestatiematrix' opgesteld om te bepalen welke schaatsers prioriteit hadden indien er meer dan tien schaatsers zich bij de Olympische selectie leken te voegen.
| Startplekken per afstand | Startplekken per afstand | Startplekken per afstand | Startplekken per afstand | Startplekken per afstand | Startplekken per afstand |
|                          | 500m                     | 1000m                    | 1500m                    | 3/5 km                   | 5/10 km                  |
| ------------------------ | ------------------------ | ------------------------ | ------------------------ | ------------------------ | ------------------------ |
| Mannen                   | 4                        | 4                        | 4                        | 3                        | 3                        |
| Vrouwen                  | 4                        | 4                        | 4                        | 3                        | 2                        |

## Mannen

### 500m
De 500m was de eerste afstand van het kwalificatietoernooi. De eerste vier plekken stonden op de 12e, 15e, 17e en 18e plaats in de matrix.
| #   | Schaatser        | Rit 1      | Rit 2      | Totaal |
| --- | ---------------- | ---------- | ---------- | ------ |
| 1   | Jan Smeekens     | 35,03 (1)  | 35,16 (2)  | 70,190 |
| 2   | Simon Kuipers    | 35,20 (3)  | 35,08 (1)  | 70,280 |
| 3   | Ronald Mulder    | 35,19 (2)  | 35,19 (3)  | 70,380 |
| 4   | Jan Bos          | 35,30 (4)  | 35,19 (3)  | 70,490 |
| 5   | Stefan Groothuis | 35,34 (5)  | 35,29      | 70,630 |
| 6   | Mark Tuitert     | 35,47(6)   | 35,20 (5)  | 70,670 |
| 7   | Lars Elgersma    | 35,54 (7)  | 35,37 (7)  | 70,910 |
| 8   | Michel Mulder    | 35,58 (8)  | 35,40 (8)  | 70,980 |
| 9   | Michael Poot     | 35,73 (9)  | 35,55 (9)  | 71,280 |
| 10  | Beorn Nijenhuis  | 35,77 (10) | 35,59 (10) | 71,360 |
| 11  | Sjoerd de Vries  | 36,02 (11) | 35,72 (11) | 71,740 |
| 12  | Kjeld Nuis       | 36,05(13)  | 35,80 (12) | 71,850 |
| 13  | Pim Schipper     | 36,07 (14) | 36,05 (13) | 72,120 |
| 14  | Hein Otterspeer  | 36,04 (12) | 36,18 (14) | 72,220 |
| 15  | Sietse Heslinga  | 36,15 (15) | 36,27 (15) | 72,420 |
| NS2 | Sven Kramer      | 36,17 (16) | NS         | NS2    |

### 5000m
De 5000m was de tweede afstand van het kwalificatietoernooi. Sven Kramer was van tevoren aangewezen voor de 5000m. Daarnaast werd er gestreden om de 5e en 11e plaats op de matrix. Omdat Bob de Vries en Koen Verweij zich terugtrokken, kwalificeerde alleen de winnaar zich direct voor de Olympische Spelen. De rijders met een beschermde status streden tijdens het OKT2 voor de laatste plaats op de 5000m. Jan Blokhuijsen won het OKT2 en plaatste zich voor de Olympische Spelen.
| #  | Schaatser           | tijd    |
| -- | ------------------- | ------- |
| 1  | Bob de Jong         | 6.14,12 |
| 2  | Carl Verheijen      | 6.15,70 |
| 3  | Arjen van der Kieft | 6.20,14 |
| 4  | Jan Blokhuijsen     | 6.22,23 |
| 5  | Wouter olde Heuvel  | 6.25,41 |
| 6  | Ted-Jan Bloemen     | 6.25,48 |
| 7  | Renz Rotteveel      | 6.25,73 |
| 8  | Tim Roelofsen       | 6.30,98 |
| 9  | Ben Jongejan        | 6.31,61 |
| 10 | Boris Kusmirak      | 6.35,86 |
| 11 | Tom Schuit          | 6.38,46 |
| 12 | Mark Ooijevaar      | 6.38,98 |
| 13 | Wierd Osinga        | 6.45,79 |

| # | Schaatser          | tijd    |
| - | ------------------ | ------- |
| 1 | Jan Blokhuijsen    | 6.26,81 |
| 2 | Carl Verheijen     | 6.27,95 |
| 3 | Koen Verweij       | 6.33,68 |
| 4 | Wouter olde Heuvel | 6.38,41 |
| 5 | Bob de Vries       | 6.43,08 |

### 1000m
Op de tweede dag werd de 1000m voor heren verreden. Deze afstand stond in de matrix op de 3e, 6e ,9e en 14e plaats. Stefan Groothuis en Simon Kuipers plaatsten zich op basis van hun klassering voor de Olympische Spelen. Omdat Kjeld Nuis geen nominatie achter zijn naam had staan, plaatste Mark Tuitert zich als derde op de 1000m. Jan Bos schoof ten koste van Beorn Nijenhuis op naar de vierde plaats in de aanwijsvolgorde.
| #  | Schaatser         | tijd    |
| -- | ----------------- | ------- |
| 1  | Stefan Groothuis  | 1.08,50 |
| 2  | Simon Kuipers     | 1.08,52 |
| 3  | Kjeld Nuis        | 1.09,28 |
| 4  | Mark Tuitert      | 1.09,32 |
| 5  | Beorn Nijenhuis   | 1.09,41 |
| 6  | Jan Bos           | 1.09,42 |
| 7  | Lars Elgersma     | 1.09,45 |
| 8  | Erben Wennemars   | 1.09,60 |
| 9  | Ronald Mulder     | 1.09,67 |
| 10 | Rhian Ket         | 1.09,68 |
| 11 | Sjoerd de Vries   | 1.09,77 |
| 12 | Pim Schipper      | 1.10,07 |
| 13 | Michel Mulder     | 1.10,37 |
| 14 | Remco olde Heuvel | 1.10,38 |
| 15 | Berden de Vries   | 1.10,56 |
| 16 | Jan Smeekens      | 1.10,75 |
| 17 | Hein Otterspeer   | 1.11,85 |

### 1500m
De 1500m was de vierde afstand op het kwalificatietoernooi. De 1500m had de 7e, 8e, 13e en 16e plaats op de prestatiematrix. Simon Kuipers, Stefan Groothuis en Mark Tuitert kwalificeerden zich op basis van hun klassering voor de Olympische spelen. Omdat Wouter olde Heuvel geen nominatie achter zijn naam had staan, ging Sven Kramer naar de Spelen.
| #  | Schaatser          | tijd    |
| -- | ------------------ | ------- |
| 1  | Simon Kuipers      | 1.45,39 |
| 2  | Stefan Groothuis   | 1.45,72 |
| 3  | Mark Tuitert       | 1.46,47 |
| 4  | Wouter olde Heuvel | 1.46,59 |
| 5  | Sven Kramer        | 1.46,66 |
| 6  | Erben Wennemars    | 1.46,67 |
| 7  | Remco olde Heuvel  | 1.46,80 |
| 8  | Kjeld Nuis         | 1.46,89 |
| 9  | Rhian Ket          | 1.47,18 |
| 10 | Beorn Nijenhuis    | 1.47,56 |
| 11 | Renz Rotteveel     | 1.47,97 |
| 12 | Ted-Jan Bloemen    | 1.48,09 |
| 13 | Tim Roelofsen      | 1.48,11 |
| 14 | Ben Jongejan       | 1.48,24 |
| 15 | Carl Verheijen     | 1.48,34 |
| 16 | Pim Schipper       | 1.48,63 |

### 10.000m
De 10.000m was de laatste afstand op het kwalificatietoernooi. De 1500m had de 1e, 4e en 10e plaats op de prestatiematrix. Sven Kramer was al van tevoren aangewezen voor de Spelen. Bob de Jong en Arjen van der Kieft kwalificeerden zich als nummer één en twee voor de Spelen.
| # | Schaatser           | tijd     |
| - | ------------------- | -------- |
| 1 | Bob de Jong         | 12.53,63 |
| 2 | Arjen van der Kieft | 13.02,99 |
| 3 | Carl Verheijen      | 13.11,01 |
| 4 | Ted-Jan Bloemen     | 13.20,22 |
| 5 | Mark Ooijevaar      | 13.28,60 |
| 6 | Willem Hut          | 13.28,84 |
| 7 | Wouter olde Heuvel  | 13.30,41 |
| 8 | Ben Jongejan        | 13.36,21 |
| 9 | Tom Schuit          | 13.47,28 |

### Geplaatste mannen
Bij de mannen was Sven Kramer op basis van zijn resultaten al van tevoren aangewezen op de 5000 en 10.000 meter. Op het (eerste) kwalificatietoernooi werd op volgorde van de prestatiematrix de volgende mannenploeg voor de Olympische Spelen samengesteld:
| #  | Afstand | Positie    | Gekwalificeerde     | atleet       |
| -- | ------- | ---------- | ------------------- | ------------ |
| 1  | 10.000  | aangewezen | Sven Kramer         | 1            |
| 2  | 5000    | aangewezen | Sven Kramer         | (2e afstand) |
| 3  | 1000    | 1          | Stefan Groothuis    | 2            |
| 4  | 10.000  | 1          | Bob de Jong         | 3            |
| 5  | 5000    | 1          | Bob de Jong (2)     | (2e afstand) |
| 6  | 1000    | 2          | Simon Kuipers       | 4            |
| 7  | 1500    | 1          | Simon Kuipers       | (2e afstand) |
| 8  | 1500    | 2          | Stefan Groothuis    | (2)          |
| 9  | 1000    | 3          | Mark Tuitert        | 5            |
| 10 | 10.000  | 3          | Arjen van der Kieft | 6            |
| 11 | 5000    | OKT2       | Jan Blokhuijsen     | 7            |
| 12 | 500     | 1          | Jan Smeekens        | 8            |
| 13 | 1500    | 3          | Mark Tuitert        | (2e afstand) |
| 14 | 1000    | 4          | Jan Bos             | 9e           |
| 15 | 500     | 3          | Ronald Mulder       | 10e          |
| 16 | 1500    | 4          | Sven Kramer         | (3e afstand) |
| 17 | 500     | 2          | Simon Kuipers       | (3e afstand) |
| 18 | 500     | 4          | Jan Bos             | (2e afstand) |

De tiende plek in de selectie was in eerste instantie een aanwijsplek. De KNSB dacht aanvankelijk te kunnen kiezen tussen Ronald Mulder (derde op de 500 meter) en iemand voor de achtervolging, maar volgens NOC*NSF kon voor de ploegenachtervolging alleen iemand ingezet worden die zich individueel had geplaatst voor een discipline. Op 18 januari 2010 werd daarom Mulder als tiende atleet aangewezen. Daarnaast werd Jan Bos als vierde schaatser voor de 500 meter aangewezen.

## Vrouwen

### 1500m
De 1500m stond op de 6e, 7e, 10 en 15e plaats op de aanwijsvolgorde. Ireen Wüst, Annette Gerritsen, Laurine van Riessen en Margot Boer plaatsten zich voor de Olympische Spelen.
| #  | Schaatser              | tijd    |
| -- | ---------------------- | ------- |
| 1  | Ireen Wüst             | 1.56,97 |
| 2  | Annette Gerritsen      | 1.57,58 |
| 3  | Laurine van Riessen    | 1.58,35 |
| 4  | Margot Boer            | 1.58,38 |
| 5  | Lotte van Beek         | 1.58,40 |
| 6  | Diane Valkenburg       | 1.58,61 |
| 7  | Paulien van Deutekom   | 1.59,65 |
| 8  | Roxanne van Hemert     | 1.59,72 |
| 9  | Jorien Voorhuis        | 1.59,92 |
| 10 | Ingeborg Kroon         | 2.00,34 |
| 11 | Marrit Leenstra        | 2.01,30 |
| 12 | Linda Bouwens          | 2.01,42 |
| 13 | Yvonne Nauta           | 2.01,44 |
| 14 | Annouk van der Weijden | 2.01,57 |
| 15 | Janneke Ensing         | 2.02,34 |
| 16 | Elma de Vries          | 2.02,39 |

### 3000m
De 3000m stond op de 11e, 13e en 17e plaats op de aanwijsvolgorde. Ireen Wüst en Diane Valkenburg plaatsten zich voor de Olympische spelen door hun 1e en 2e plaats op het OKT. Renate Groenewold werd aangewezen omdat ze de regerend wereldkampioen was.
| #  | Schaatser              | tijd    |
| -- | ---------------------- | ------- |
| 1  | Ireen Wüst             | 4.06,80 |
| 2  | Diane Valkenburg       | 4.09,14 |
| 3  | Yvonne Nauta           | 4.10,72 |
| 4  | Elma de Vries          | 4.11,43 |
| 5  | Moniek Kleinsman       | 4.11,55 |
| 6  | Paulien van Deutekom   | 4.12,02 |
| 7  | Jorien Voorhuis        | 4.12,38 |
| 8  | Janneke Ensing         | 4.12,63 |
| 9  | Renate Groenewold      | 4.16,07 |
| 10 | Lotte van Beek         | 4.17,00 |
| 11 | Linda de Vries         | 4.17,82 |
| 12 | Annouk van der Weijden | 4.18,27 |
| 13 | Marije Joling          | 4.18,86 |
| 14 | Irene Schouten         | 4.21,07 |
| DQ | Linda Bouwens          |         |

### 500m
De 500m stond op de 2e, 5e, 9e en 16e plaats op de aanwijsvolgorde. Annette Gerritsen, Margot Boer en Laurine van Riessen plaatsten zich voor de Olympische Spelen door hun 1e, 2e en 3e plaats op het OKT. Er was sprake van een OKT2 omdat Marianne Timmer een beschermde status had en niet kon deelnemen aan OKT1. Thijsje Oenema won het OKT2 door Marianne Timmer te verslaan.
| #   | Schaatser           | Rit 1 | Rit 2 | Totaal |
| --- | ------------------- | ----- | ----- | ------ |
| 1   | Annette Gerritsen   | 38,11 | 38,05 | 76,160 |
| 2   | Margot Boer         | 37,94 | 38,44 | 76,380 |
| 3   | Laurine van Riessen | 38,72 | 38,78 | 77,500 |
| 4   | Thijsje Oenema      | 38,75 | 38,80 | 77,550 |
| 5   | Natasja Bruintjes   | 39,08 | 39,06 | 78,140 |
| 6   | Ireen Wüst          | 39,45 | 39,17 | 78,620 |
| 7   | Sanne van der Star  | 39,52 | 39,36 | 78,880 |
| 8   | Sophie Nijman       | 39,69 | 39,35 | 79,040 |
| 9   | Lotte van Beek      | 39,46 | 39,60 | 79,060 |
| 10  | Frederika Buwalda   | 39,74 | 39,67 | 79,410 |
| 11  | Ingeborg Kroon      | 39,60 | 39,95 | 79,550 |
| 12  | Anice Das           | 39,58 | 39,99 | 79,570 |
| 13  | Roxanne van Hemert  | 39,88 | 40,00 | 79,880 |
| 14  | Jorien Kranenborg   | 39,87 | 40,15 | 80,020 |
| 15  | Tosca Hilbrands     | 40,26 | 39,98 | 80,240 |
| 16  | Janine Smit         | 39,97 | 40,36 | 80,330 |
| NS2 | Mayon Kuipers       | 39,97 | DNS   | 39,970 |

| # | Schaatser       | Rit 1 | Rit 2 | Totaal |
| - | --------------- | ----- | ----- | ------ |
| 1 | Thijsje Oenema  | 39,41 | 39,66 | 79,070 |
| 2 | Marianne Timmer | 40,29 | 40,36 | 80,650 |

### 1000m
De 1000m stond op de 1e, 3e, 4e en 8e plaats op de aanwijsvolgorde. Margot Boer, Annette Gerritsen en Laurine van Riessen plaatsten zich voor de Olympische Spelen door hun 1e, 2e en 3e plaats op het OKT. Er was sprake van een OKT2 omdat Marianne Timmer een beschermde status had en niet kon deelnemen aan OKT1. Ireen Wüst versloeg tijdens OKT2 Natasja Bruintjes en Marianne Timmer en plaatste zich zo voor de Olympische Spelen.
| #  | Schaatser            | Uitslag |
| -- | -------------------- | ------- |
| 1  | Margot Boer          | 1.15,70 |
| 2  | Laurine van Riessen  | 1.15,93 |
| 3  | Annette Gerritsen    | 1.16,57 |
| 4  | Natasja Bruintjes    | 1.16,89 |
| 5  | Ireen Wüst           | 1.16,94 |
| 6  | Sophie Nijman        | 1.16,96 |
| 7  | Lotte van Beek       | 1.17,29 |
| 8  | Ingeborg Kroon       | 1.17,48 |
| 9  | Marrit Leenstra      | 1.17,74 |
| 10 | Roxanne van Hemert   | 1.17,87 |
| 11 | Thijsje Oenema       | 1.18,37 |
| 12 | Janine Smit          | 1.18,50 |
| 13 | Linda de Vries       | 1.18,62 |
| 14 | Paulien van Deutekom | 1.18,64 |
| 15 | Maren van Spronsen   | 1.19,07 |
| 16 | Jorien Kranenborg    | 1.19,16 |
| 17 | Tosca Hilbrands      | 1.19,61 |

| # | Schaatser         | Uitslag |
| - | ----------------- | ------- |
| 1 | Ireen Wüst        | 1.18,29 |
| 2 | Natasja Bruintjes | 1.18,88 |
| 3 | Marianne Timmer   | 1.19,92 |

### 5000m
De 5000m stond op de 12e en 14e plaats op de aanwijsvolgorde. Elma de Vries en Jorien Voorhuis plaatsten zich voor de Olympische Spelen door als 1e en 2e te eindigen.
| #  | Schaatser              | Uitslag |
| -- | ---------------------- | ------- |
| 1  | Elma de Vries          | 7.07,41 |
| 2  | Jorien Voorhuis        | 7.12,39 |
| 3  | Diane Valkenburg       | 7.13,97 |
| 4  | Janneke Ensing         | 7.17,37 |
| 5  | Moniek Kleinsman       | 7.20,14 |
| 6  | Mireille Reitsma       | 7.21,10 |
| 7  | Maria Sterk            | 7.22,37 |
| 8  | Yvonne Nauta           | 7.22,90 |
| 9  | Annouk van der Weijden | 7.25,48 |
| 10 | Linda Bouwens          | 7.35,59 |

### Geplaatste vrouwen
| #  | Afstand | Positie | Gekwalificeerde     | atleet |
| -- | ------- | ------- | ------------------- | ------ |
| 1  | 1000    | 1       | Margot Boer         | 1      |
| 2  | 500     | 1       | Annette Gerritsen   | 2      |
| 3  | 1000    | 2       | Laurine van Riessen | 3      |
| 4  | 1000    | 3       | Annette Gerritsen   | (2)    |
| 5  | 500     | 2       | Margot Boer         | (2)    |
| 6  | 1500    | 1       | Ireen Wüst          | 4      |
| 7  | 1500    | 2       | Annette Gerritsen   | (3)    |
| 8  | 1000    | OKT2    | Ireen Wüst          | (2)    |
| 9  | 500     | 3       | Laurine van Riessen | (2)    |
| 10 | 1500    | 3       | Laurine van Riessen | (3)    |
| 11 | 3000    | 1       | Ireen Wüst          | (3)    |
| 12 | 5000    | 1       | Elma de Vries       | 5      |
| 13 | 3000    | 2       | Diane Valkenburg    | 6      |
| 14 | 5000    | 2       | Jorien Voorhuis     | 7      |
| 15 | 1500    | 4       | Margot Boer         | (3)    |
| 16 | 500     | OKT2    | Thijsje Oenema      | 8      |
| 17 | 3000    | 3       | Renate Groenewold   | 9      |

Bij de vrouwen was niemand op basis van haar resultaten al van tevoren aangewezen.
Op de 5000 meter werd Jorien Voorhuis tweede, maar ze was nog niet in het bezit was van een 'kwalificatie'. Als ze de afstand gewonnen had, was ze wel rechtstreeks aangewezen. Toch werd Voorhuis op 22 januari alsnog aangewezen voor de Spelen. De tiende plek in de selectie was een aanwijsplek. Daarvoor kwamen bijvoorbeeld Paulien van Deutekom en Renate Groenewold in aanmerking. De ervaren Groenewold werd gekozen voor de 3000 meter en de ploegenachtervolging. De prestatiematrix was in principe niet nodig, omdat slechts acht vrouwen zich op eigen kracht plaatsten en maar negen vrouwen naar Vancouver gingen.